# فوسفيد الغاليوم
 فوسفيد الغاليوم مركب كيميائي له الصيغة GaP ، ويكون على شكل بلورات برتقالية .